# 平寨乡 (黎平县)
平寨乡，是中华人民共和国贵州省黔东南苗族侗族自治州黎平县下辖的一个乡镇级行政单位。

## 行政区划
平寨乡下辖以下地区：
平途村、格湾村、腊亮村、平寨村、岑同村、党脚村、纪迫村、乌潮村、纪德村、塘旧村、高绍村和高仲村。

## 中国传统村落
2013年8月，纪德村被评为第二批中国传统村落。